# Mikania millei
Mikania millei, the Poroto Angu, là một loài thực vật có hoa thuộc họ Asteraceae.
Đây là loài đặc hữu của Ecuador.
Môi trường sống tự nhiên của chúng là đồng cỏ nhiệt đới hoặc cận nhiệt đới vùng đất cao.
Chúng hiện đang bị đe dọa vì mất môi trường sống.